# ملالی اسحاق زی
ملالی اسحاق زی (زاده: ۱۳۵۴، کابل) سیاست‌مدار افغانستانی و نماینده مردم قندهار در دوره پانزدهم مجلس نمایندگان افغانستان است.

## زندگی‌نامه
ملالی اسحاق زی متولد ۱۳۵۴ از کابل افغانستان است. وی فارغ‌التحصیل دارالمعلمین ولایت نیمروز است.

## دیگر فعالیت‌ها
- معاون لیسه/دبیرستان رابعه بلخی، مدیر لیسه/دبیرستان عالی قندهار و لیسه/دبیرستان قندهار.[۱]
- رئیس مرکز انکشافی/توسعه زنان ولایت قندهار.[۱]